# Berkswell
Berkswell är en ort och civil parish i Storbritannien.   Den ligger i distriktet Solihull i grevskapet West Midlands i riksdelen England, i den södra delen av landet, 140 km nordväst om huvudstaden London. Berkswell ligger 108 meter över havet och antalet invånare är 2 843.
Terrängen runt Berkswell är platt, och sluttar söderut. Runt Berkswell är det tätbefolkat, med 659 invånare per kvadratkilometer. Närmaste större samhälle är Birmingham, 19,2 km väster om Berkswell. Trakten runt Berkswell består till största delen av jordbruksmark.